# 12 juillet en sport
12 juin 12 août
Chronologies thématiques
- Croisades
- Ferroviaires
- Disney

Le 12 juillet (193e jour de l'année ou 194e en cas d'année bissextile) en sport.

## Événements

### XIXesiècle
- 1817 :
  - (Cyclisme) : l’Allemand Karl Von Drais étrenne sa dernière invention, la draisienne, sur un parcours de 14 km entre Mannheim et Schwetzingen. Ce bicycle ne dispose d’aucun moyen de propulsion ; la progression sur une draisienne s’effectue en marchant. La Draisienne hérite ainsi également du nom de « Velocipède », (velox pedis) pieds rapides en latin. Jugée ridicule, cette invention « excentrique » passe rapidement de mode.
- 1884 :
  - (Cricket) : premier des trois test matches de la tournée anglaise de l’équipe australienne de cricket. Match nul entre l’Angleterre et l’Australie.
- 1887 :
  - (Football) : fondation du club danois d'OB Odense.

### XXesièclede1901à1950
- 1913 :
  - (Sport automobile) : sixième édition du Grand Prix de France à Amiens. Le pilote français Georges Boillot s'impose sur une Peugeot.
- 1914 :
  - (Football) : Casale champion d’Italie.
- 1924 :
  - (Automobile) : à Arpajon, Ernest A. D. Eldridge établit un nouveau record de vitesse terrestre : 234,98 km/h.
- 1931 :
  - (Sport automobile) : Grand Prix automobile de Belgique.
- 1936 :
  - (Athlétisme) : Cornelius Johnson établit un nouveau record du monde du saut en hauteur à 2.07 mètres.

### XXesièclede1951à2000
- 1987 :
  - (Formule 1) : Grand Prix de Grande-Bretagne.
- 1992 :
  - (Formule 1) : Grand Prix de Grande-Bretagne.
- 1998 :
  - (Football) : victoire 3-0 de la France en finale de la Coupe du monde face au Brésil. Les buts ont été inscrits par Zinédine Zidane (27e et 45e minutes) et Emmanuel Petit (90e minute). Voir Match de football France - Brésil (1998).
  - (Formule 1) : Grand Prix de Grande-Bretagne.

### XXIesiècle
- 2008 :
  - (Football) : match commémoratif de la victoire de la France en finale de la Coupe du monde. À cette occasion, la sélection France 98 affrontait une Sélection mondiale au Stade de France. Les buts ont été inscrits par Zinédine Zidane (66e), Ludovic Giuly (89e) et Bernard Diomède (90e+1) pour l'équipe de France 98 et par Emilio Butragueño (25e), Pedro Miguel Pauleta (70e) et Davor Suker (90e) pour la sélection mondiale. Voir France 98 : le Septième match.
- 2009 :
  - (Formule 1) : Grand Prix d'Allemagne.
- 2014 :
  - (Football) : lors du match pour la troisième place de la Coupe du monde, les Pays-Bas dispose du Brésil sur le score de trois buts à zéro. Buts marqués par Robin van Persie, Daley Blind et Georginio Wijnaldum.
- 2015 :
  - (Cyclisme sur route /Tour de France) : 9e étape du Tour de France et victoire de l'équipe cycliste BMC Racing. Christopher Froome conserve le maillot jaune.
  - (Tennis /Tournoi du Grand Chelem) : Novak Djokovic s'impose face à Roger Federer en finale de Wimbledon (7-6, 6-7, 6-4, 6-3). Martina Hingis associée à Leander Paes remporte le double-mixte face à la paire Alexander Peya et Timea Babos (6-1, 6-1).
  - (Triathlon /Championnats d'Europe) : la France est sacrée championne d'Europe de triathlon en relais mixte, avec un dernier relais de David Hauss, sacré champion d'Europe en individuel la veille.
- 2016 :
  - (Cyclisme sur route /Tour de France) : sur la 10e étape du Tour de France 2016, victoire de l'Australien Michael Matthews devant le slovaque Peter Sagan et le norvégien Edvald Boasson Hagen. Le Britannique Christopher Froome conserve le maillot jaune.
- 2017 :
  - (Cyclisme sur route /Tour de France) : sur la 11e étape du Tour de France 2017 qui relie Eymet à Pau, victoire de l'Allemand Marcel Kittel qui devance le Néerlandais Dylan Groenewegen et le Norvégien Edvald Boasson Hagen. Le Britannique Christopher Froome conserve le maillot jaune.
  - (Sport nautique /Record de la traversée de l'Atlantique) : le Français Francis Joyon sur son Trimaran IDEC, grand spécialiste des records à la voile, signe une nouvelle performance inattendue en battant son propre Record de la traversée de l'Atlantique Nord à la voile en solitaire en 5 jours, 2 heures et 7 minutes. Six mois après avoir établi le record du tour du monde en équipage (40 jours), Joyon améliore son record de l'Atlantique - qui datait du 16 juin 2013, (5 j 2 h 56 min), de 49 minutes[1].
- 2018 :
  - (Cyclisme sur route /Tour de France) : sur la 6e étape du Tour de France 2018 qui relie Brest à Mûr-de-Bretagne - Guerlédan, sur une distance de 181 kilomètres, victoire de l'Irlandais Daniel Martin. Le Belge Greg Van Avermaet conserve le maillot jaune.
- 2023 :
  - (Cyclisme sur route /Tour de France) : sur la 11e étape du Tour de France qui se déroule entre Clermont-Ferrand et Moulins, sur une distance de 179,8 kilomètres, victoire de Jasper Philipsen qui domine le sprint et s'impose pour la quatrième fois. Le Danois Jonas Vingegaard conserve le maillot jaune.
- 2024 :
  - (Cyclisme sur route /Tour de France) : sur la 13e étape du Tour de France qui se déroule entre Agen en Lot-et-Garonne et Pau en Pyrénées-Atlantiques, sur une distance de 165,3 kilomètres[2], victoire au sprint du Belge Jasper Philipsen. Le Slovène Tadej Pogačar conserve le Maillot jaune[3].

## Naissances

### XIXesiècle
- 1855 :
  - Ned Hanlan, rameur et homme d'affaires canadien. († 4 janvier 1908).
- 1893 :
  - Ernest Cadine, haltérophile français. Champion olympique des mi-lourds aux Jeux d'Anvers 1920. († 28 mai 1978).

### XXesièclede1901à1950
- 1902 :
  - Takeichi Nishi, cavalier de sauts d'obstacles japonais. Champion olympique en individuel aux Jeux de Los Angeles 1932. († 22 mars 1945).
  - Fernand Vandernotte, rameur français. Médaillé de bronze du quatre de pointe avec barreur aux Jeux de Berlin 1936. († 20 janvier 1990).
- 1914 :
  - Renato Olmi, footballeur italien. Champion du monde de football 1938. († 15 mai 1985).
- 1920 :
  - Robert Fillion, hockeyeur sur glace canadien. († 13 août 2015).
- 1923 :
  - Bill Lloyd, pilote de course automobile d’endurance américain.
- 1928 :
  - Paul Jurilli, footballeur puis entraîneur français. († 9 novembre 2002).
- 1930 :
  - Guy Ligier, pilote de F1 et d’endurance puis directeur d'écurie français. († 23 août 2015).
  - Célestin Oliver, footballeur puis entraîneur français. (5 sélections en équipe de France). († 5 juin 2011).
- 1932 :
  - Otis Davis, athlète de sprint américain. Champion olympique du 400 m et du relais 4 × 400 m aux Jeux de Rome 1960. Détenteur du record du monde du 400 m du 6 septembre 1960 au 20 mai 1967 puis du relais 4 × 400 m du 8 septembre 1960 au 21 octobre 1964. († 14 septembre 2024).
- 1935 :
  - Hans Tilkowski, footballeur allemand. Vainqueur de la Coupe d'Europe des vainqueurs de coupe 1966. (39 sélections en équipe nationale).  († 5 janvier 2020).
- 1938 :
  - Ron Fairly, joueur de baseball américain. († 30 octobre 2019).
  - Wieger Mensonides, nageur néerlandais. Médaillé de bronze sur 200 m brasse aux Jeux de Rome 1960.
- 1941 :
  - John Ritchie, footballeur anglais. († 23 février 2007).
- 1943 :
  - Paul Silas, basketteur puis entraîneur américain. († 11 décembre 2022).
- 1947 :
  - Gareth Edwards, joueur de rugby à XV gallois. Vainqueur des Grands Chelems en 1971, 1976 et 1978, des tournois des Cinq Nations 1969 et 1975. (53 sélections en équipe nationale).
- 1950 :
  - Gilles Meloche, hockeyeur sur glace puis entraîneur canadien.

### XXesièclede1951à2000
- 1951 :
  - Françoise Macchi, skieuse alpine française. Médaillé de bronze aux championnats du monde de ski alpin 1970.
- 1954 :
  - Wolfgang Dremmler, footballeur allemand. (27 sélections en équipe nationale).
- 1957 :
  - Dave Semenko, hockeyeur sur glace canadien. († 29 juin 2017).
- 1958 :
  - Olivier Krumbholz, handballeur puis entraîneur français. (9 sélections en équipe de France). Sélectionneur de l'équipe de France féminine de 1998 à 2013 et depuis 2016, médaillé d'argent aux Jeux de Rio 2016 et champion olympique aux Jeux de Tokyo 2020. Champion du monde féminin de handball 2003 et 2017, médaillé d'argent au mondial féminin 1999, 2009 et 2011. Champion d'Europe féminin de handball 2018, médaillé de bronze à l'Euro féminin 2002, 2006 et 2016.
  - Michael Robinson, footballeur puis consultant TV irlandais. Vainqueur de la Coupe des clubs champions 1984. (24 sélections en équipe nationale).
- 1962 :
  - Julio César Chávez, boxeur mexicain. Champion du monde de boxe poids super-plumes de 1984 à 1987. Champion du monde de boxe poids légers à deux reprises. Champion du monde de boxe poids super-légers à quatre reprises.
- 1963 :
  - Thierry Tulasne, joueur de tennis puis entraîneur français.
- 1963 :
  - Annabel Croft, joueuse de tennis britannique.
- 1964 :
  - Svetlana Bogdanova, handballeuse soviétique puis russe. Médaillée de bronze aux Jeux de Barcelone 1992. Championne du monde féminin de handball 1990 et 2001. Victorieuse de la Ligue des champions féminine de handball 1997 et de la Coupe de l'EHF féminine 2000.
- 1967 :
  - Bruny Surin, athlète de sprint canadien. Champion olympique du relais 4 × 100 m aux Jeux d'Atlanta 1996. Champion du monde du relais 4 × 100 m 1995 et 1997.
- 1968 :
  - Catherine Plewinski, nageuse française. Médaillée de bronze du 100 m nage libre aux Jeux de Séoul 1988 et sur 100 m papillon aux Jeux de Barcelone 1992. Championne d'Europe du 50 m nage libre et du 100 m papillon 1989, championne d'Europe du 100 m nage libre et du 100 m papillon 1991 et championne d'Europe du 100 m papillon 1993.
- 1969 :
  - Andrés Díaz, athlète de demi-fond espagnol.
- 1971 :
  - Joel Casamayor, boxeur cubain. Champion olympique des -54 kg aux Jeux de Barcelone 1992. Champion du monde poids super-plumes de boxe de 2000 à 2002 puis champion du monde poids légers de boxe de 2006 à 2007.
  - Andrei Kovalenco, joueur de rugby à XV espagnol. (32 sélections en équipe nationale).
  - Rod Lawler, joueur de snooker anglais.
  - Kristi Yamaguchi, patineuse artistique individuelle américain. Championne olympique aux Jeux d'Albertville 1992. Championne du monde de patinage artistique 1991 et 1992.
- 1973 :
  - Laurent Pluvy, basketteur puis entraîneur français. (31 sélections en équipe de France).
  - Christian Vieri, footballeur italien. (49 sélections en équipe nationale).
- 1974 :
  - Stélios Yannakópoulos, footballeur grec. Champion d'Europe de football 2004. (77 sélections en équipe nationale).
- 1976 :
  - Dan Boyle, hockeyeur sur glace canadien.
  - Guillaume Gille, handballeur français. Champion olympique aux Jeux de Pékin 2008. Champion du monde de handball masculin 2001 et 2009. Champion d'Europe de handball masculin 2006 et 2010. (287 sélections en équipe de France).
- 1981 :
  - Abigail Spears, joueuse de tennis américaine.
- 1982 :
  - Antonio Cassano, footballeur italien. (39 sélections en équipe nationale).
  - Sherman Gay, basketteur jamaïcain.
  - Jaleleddine Touati, handballeur tunisien. Champion d'Afrique des nations de handball masculin 2006, 2010 et 2012. Vainqueur de la Coupe d'Afrique des vainqueurs de coupe 2003. (194 sélections en équipe nationale).
- 1983 :
  - Yarelis Barrios, athlète de lancers cubaine. Médaillée de bronze du disque aux Jeux de Londres 2012.
  - Libania Grenot, athlète de sprint cubaine puis italienne. Championne d'Europe d'athlétisme du 400 m 2014 et 2016.
  - Howard Kendrick, joueur de baseball américain.
  - Yoann Richomme, navigateur français. Vainqueur des Solitaire du Figaro 2016 et 2019.
- 1984 :
  - Dimitri Nikulenkau, handballeur biélorusse. (107 sélections en équipe nationale).
  - Antywane Robinson, basketteur américain.
- 1985 :
  - Martín Bustos Moyano, joueur de rugby à XV et à sept argentin. (3 sélections avec l'Équipe d'Argentine de rugby à XV et 12 avec celle de rugby à sept).
  - Keven Lacombe, cycliste sur route canadien.
  - Emil Hegle Svendsen, biathlète norvégien. Champion olympique du 20 km et du relais 4 × 7,5 km, médaillé d'argent du sprint 10 km aux Jeux de Vancouver 2010, champion olympique de la mass start et du relais mixte aux Jeux de Sotchi 2014, médaillé d'argent du relais 4 × 7,5 km et du relais mixte puis de bronze du départ en masse aux Jeux de PyeyongChang 2018. Champion du monde du 20 km et du Mass Start 15 km 2008, champion du monde du relais 4 × 7,5 km 2009, champion du monde de la course en ligne 15 km et du relais 4 × 7,5 km 2011, champion du monde du relais 4 × 7,5 km et du relais mixte 2012, champion du monde de biathlon du sprint, de la poursuite, du relais 4 × 7,5 km ainsi que du relais mixte 2013 puis champion du monde de biathlon du relais 4 × 7,5 km 2016.
- 1988 :
  - Patrick Beverley, basketteur américain.
  - Grismay Paumier, basketteur cubain.
- 1989 :
  - Mickaël Alphonse, footballeur français.
- 1990 :
  - Bebé, footballeur  luso-cap-verdien. (19 sélections avec l'équipe du Cap-Vert).
  - Drew Gordon, basketteur américain. († 30 mai 2024).
  - Abdelkader Rahim, handballeur franco-algérien. Champion d'Afrique des nations de handball masculin 2014. (112 sélections en équipe nationale).
- 1991 :
  - Pablo Carreño-Busta, joueur de tennis espagnol. Médaillé de bronze du simple aux Jeux de Tokyo 2020. Vainqueur de la Coupe Davis 2019.
  - James Rodríguez, footballeur colombien. Vainqueur de la Ligue Europa 2011 et des Ligues des champions 2016 et 2017. (105 sélections en équipe nationale).
- 1992 :
  - Bartosz Bereszyński, footballeur polonais. (56 sélections en équipe nationale).
  - Kévin Menaldo, athlète de sauts à la perche français. Médaillé de bronze aux CE d'athlétisme 2014.
- 1993 :
  - Paul Charruau, footballeur français.
  - Lukas Lerager, footballeur danois. (10 sélections en équipe nationale).
  - Liam Pitchford, pongiste britannique.
- 1995 :
  - Amandine Buchard, judokate française. Championne olympique par équipes et médaillée d'argent des -52kg aux Jeux de Tokyo 2020 puis médaillée de bronze aux Jeux de Paris 2024. Médaillée de bronze des -48kg aux Mondiaux 2014, des -52 kg en 2018, 2022, 2023 et 2024. Championne d'Europe de judo des -52kg 2021 et 2023.
  - Paul-Lou Duwiquet, basketteur français.
  - Domen Novak, cycliste sur route slovène.
  - Luke Shaw, footballeur anglais. Vainqueur de la Ligue Europa 2017. (33 sélections en équipe nationale).
  - Moses Simon, footballeur nigérian. (70 sélections en équipe nationale).
- 1996 :
  - Moussa Dembélé, footballeur franco-malien.
  - Valentin Madouas, cycliste sur route français.
  - Will Stuart, joueur de rugby à XV anglais. Vainqueur du Tournoi des Six Nations 2020. (38 sélections en équipe nationale).
- 1997 :
  - Jean-Kévin Duverne, footballeur franco-haïtien. (1 sélection avec l'équipe d'Haïti).
- 1998 :
  - Shai Gilgeous-Alexander, basketteur canadien.
  - Emmanuel Meafou, joueur de rugby à XV français. (2 sélections en équipe de France).
- 1999 :
  - Diego Palacios, footballeur équatorien. (12 sélections en équipe nationale).
- 2000 :
  - Faïz Mattoir, footballeur franco-comorien. (11 sélections avec l'équipe des Comores).
  - Vinícius Júnior, footballeur brésilien jouant au poste d'attaquant au real madrid

### XXIesiècle
- 2001 :
  - Kieran Reilly, coureur cycliste britannique spécialiste du BMX freestyle. Champion du monde de park en 2023 et vice-champion olympique de la même discipline lors des Jeux d'été de 2024.
  - Iliana Rupert, basketteuse française. Médaillé de bronze aux Jeux de Tokyo 2020. Médaillée d'argent à l'Euro 2019 et 2021 puis de bronze en 2023. Victorieuse de l'Eurocoupe féminine 2022. (59 sélections en équipe de France).
- 2002 :
  - Eduards Dašķevičs, footballeur letton.
  - Dalen Terry, basketteur américain.
  - Nico Williams, footballeur espagnol
- 2003 :
  - Junnosuke Suzuki, footballeur japonais.

## Décès

### XIXesiècle
- 1892 :
  - Alexander Cartwright, 72 ans, ingénieur américain. Inventeur et initiateur du baseball. (° 17 avril 1820).

### XXesièclede1901à1950
- 1910 :
  - Charles Rolls, 32 ans, pionnier du sport automobile britannique. Cofondateur de la marque Rolls-Royce. (° 27 août 1877).

### XXesièclede1951à2000
- 1957 :
  - Jack Broderick, 80 ans, joueur de crosse canadien. Champion olympique aux Jeux de Londres 1908. (° 5 juin 1877).
- 1970 :
  - Herbert Schultze, 39 ans, pilote de courses automobile allemand. (° 23 janvier 1931).
- 1979 :
  - Juan Alberto Castro, 45 ans, footballeur argentin. Vainqueur de la Copa América 1957. (2 sélections en équipe nationale). (° 12 juillet 1934).
- 1986 :
  - André Tassin, 84 ans, footballeur français. (5 sélections en équipe de France). (° 23 février 1902).

### XXIesiècle
- 2002 :
  - Mary Carew, 88 ans, athlète américaine. Championne olympique du relais 4 × 100 mètres des Jeux olympiques de Los Angeles en 1932. (° 8 septembre 1913).
- 2004 :
  - Emma Yefimova, escrimeuse soviétique. Championne du monde au fleuret par équipes en 1956 et 1958 puis championne du monde au fleuret individuel et médaillée d'argent par équipes en 1959. (° 28 septembre 1931).
- 2007 :
  - Joseíto, 80 ans, footballeur puis entraîneur espagnol. Vainqueur des Coupe des clubs champions 1956, 1957, 1958 et 1959. (1 sélection en équipe nationale). (° 23 décembre 1926).
- 2010 :
  - Elizabeth Müller, 88 ans, athlète brésilienne. (° 8 juin 1926).
- 2019 :
  - Abdul Hamid, 92 ans, joueur de hockey sur gazon pakistanais. Médaillé d'argent lors des Jeux olympiques de Melbourne 1956 puis champion olympique en 1960 à Rome. (° 7 janvier 1927).
- 2020 :
  - Lajos Szűcs, 76 ans, footballeur puis entraîneur hongrois. Champion olympique lors du tournoi des Jeux de Mexico en 1968 puis médaillé de bronze en 1972 à Munich. (37 sélections en équipe nationale). (° 10 décembre 1943).
  - Wim Suurbier, 75 ans, footballeur puis entraîneur néerlandais. Finaliste de la Coupe du monde en 1974 et 1978 avec l'équipe des Pays-Bas. (60 sélections en équipe nationale). (° 16 janvier 1945).